# Храми Дрогобича
Хра́ми Дрого́бича.
Дрогобич — багатоконфесійне місто, в якому розташовується значна кількість храмів та інших культових споруд релігійних громад різних конфесій. У місті діє Дрогобицька духовна семінарія блаженних священномучеників Северина, Віталія та Якима УГКЦ, яка першою розпочала підготовку священиків в Україні для УГКЦ, що виходила з підпілля.
Як твердять автори книги «Нариси з історії Дрогобича (від найдавніших часів до початку XXI століття)», серед яких — доктор історичних наук, професор, академік НАН України Ярослав Ісаєвич, доктор історичних наук, професор Михайло Кріль, кандидат історичних наук, професор Леонід Тимошенко, кандидати історичних наук, доценти Світлана Біла, Андрій Петрик, Руслана Попп, Михайло Сеньків, Юрій Стецик, Віталій Тельвак, кандидат педагогічних наук Микола Галів та член Національних Спілок письменників (Львівська обласна організація НСПУ) і журналістів краєзнавець Роман Пастух, на момент її написання в Дрогобичі налічувалося більше двох десятків діючих храмів кількох релігійних конфесій, серед яких протестантські (Дім Молитви євангельських християн-баптистів), Свідків Єгови (Зал Царства Свідків Єгови), католицькі — парафіяльний костел Святого Варфоломія РКЦ, православні ПЦУ: собор Стрітення Господнього, церква преподобного Йова Почаївського з нижнім храмом Святого Миколая, церква Успіння Пресвятої Богородиці з нижнім храмом Святого Андрія Первозванного, Церква святої великомучениці Параскеви П'ятниці, церква Покрови Пресвятої Богородиці, церква перенесення мощей святителя Миколая а також греко-католицькі.

## Християнство

### Католицизм

#### Римо-католицька Церква в Україні
| Назва                     | Конфесія | Роки спорудження          | Розташування, координати                                                                  | Фото | Короткі відомості |
| Костел святого Варфоломія | РКЦ      | XV століття —XIX століття | вул. Галицька, 12 49°21′08″ пн. ш. 23°30′14″ сх. д. / 49.352183° пн. ш. 23.503962° сх. д. |      | У грудні 1392 року король Владислав II Ягайло, перебуваючи у Дрогобичі, видав документ про закладення нового мурованого готичного костелу, який мав бути одночасно і оборонною спорудою. Власне це був попередник теперішнього костелу Варфоломія, на місці якого потім і з'явився сучасний храм. У 1511 році Варфоломіївський костел відбудували після значних пошкоджень, яких він зазнав під час нападу на місто татар та волохів у 1498 році. Саме 1-ша третина XV століття і вважається часом зведення сучасного костелу. |

#### Українська греко-католицька церква
| Назва                                                             | Конфесія | Роки спорудження                       | Розташування, координати                                                                                              | Фото | Короткі відомості |
| Катедральний собор Пресвятої Трійці                               | УГКЦ     | 1690 — XIX століття                    | вул. Трускавецька, 2 49°21′01″ пн. ш. 23°30′21″ сх. д. / 49.350272° пн. ш. 23.505769° сх. д.                          |      | Дерев'яну церкву Святої Трійці в Дрогобичі було споруджено в 1555 році, неподалік від нині існуючої церкви. Нинішню церкву збудували у 1690 році як римо-католицький костел, а прилеглі приміщення були добудовані вже значно пізніше, як монастир отців-кармелітів. 1795 року імператор Йосиф II Габсбург ліквідував цей монастир, націоналізувавши майно. 1808 року руська (українська) громада викупила в Австрійського уряду церква і приміщення під греко-католицьку церкву і школу. Згодом цей духовний комплекс було віддано під опіку отців василіян, однак він і надалі залишався у власності міста. Із гоніннями на УГКЦ після входження західноукраїнських земель до складу УРСР приміщення церкви передано РПЦ. Грамотою глави УГКЦ Блаженнійшого Патріарха Мирослава-Івана Любачівського від 12 липня 1993 року парафіяльна церква Пресвятої Трійці Дрогобича визначено як Катедральний собор Самбірсько-Дрогобицької єпархії. |
| Церква святих Апостолів Петра і Павла                             | УГКЦ     | 1825–1828                              | вул. Стрийська, 1 49°21′08″ пн. ш. 23°30′43″ сх. д. / 49.352152° пн. ш. 23.512003° сх. д.                             |      | За Австрії 31 грудня 1774 року протоігумен отець Порфирій Братковський отримав в імператриці Марії-Терези дозвіл на будівництво неподалік Дрогобича василіанського монастиря. За 3 роки будівництво дерев'яного монастиря та церкви Петра і Павла було завершено. Проте ця первинна будівля монастиря не збереглася, адже була дерев'яною, і у 1825 році вщент згоріла в пожежі. Ігумен Йосафат Качановський знову дістав у австрійського уряду дозвіл на спорудження нового монастиря, цього разу мурованого. Роботи були завершені у 1828 році. Освячення церкви відбулося у 1831 році. У 1939 році після входження західноукраїнських земель до складу УРСР розпочалися масовані репресії та гоніння УГКЦ, а також простих вірян. Поряд із церквою була відкрита катівня НКВС, у якій багато монахів були по-варварськи закатовані. 1944 року на території монастиря був відкритий пересильний пункт для репресованих жителів Дрогобиччини. Після ліквідації 1959 року Дрогобицької області церква була передана педагогічному інститутові і служила студентським клубом для танців та інших розваг. У приміщенні монастиря були розташовані лабораторії. Від 1990 року і вже в незалежній Україні монастир Василіянського Чину святого Йосафата Української греко-католицької церкви святих Апостолів Петра і Павла у Дрогобичі відновив свою діяльність. |
| Церква Різдва Пресвятої Богородиці                                | УГКЦ     |                                        | вул. І.Франка,101 49°21′22″ пн. ш. 23°29′12″ сх. д. / 49.356142° пн. ш. 23.486602° сх. д.                             |      | |
| Церква Успіння Пресвятої Богородиці                               | УГКЦ     | 9 квітня 1991 — 21 серпня 2011         | вул. Володимира Великого, 1 49°21′24″ пн. ш. 23°31′20″ сх. д. / 49.356719° пн. ш. 23.522265° сх. д.                   |      | 9 квітня 1991 року Дрогобич відвідав предстоятель Української Греко-Католицької Церкви Мирослав (Любачівський), відслуживши на спеціально зведеному для цієї події дерев'яному помості при дорозі біля Старого Села святкову Літургію в присутності тисяч жителів Дрогобиччини, а також освятив місце для спорудження в місті по вулиці Володимира Великого церкви Успіння Пресвятої Богородиці. 21 серпня 2011 року блаженнійший Патріарх Української греко-католицької церкви Святослав (Шевчук) звершив освячення новозбудованої церкви Успення Пресвятої Богородиці і очолив Архієрейську Літургію. |
| Церква Положення Чесної Ризи Пресвятої Богородиці                 | УГКЦ     |                                        | вул. Трускавецька, 85 49°19′17″ пн. ш. 23°31′05″ сх. д. / 49.321258° пн. ш. 23.518016° сх. д.                         |      | |
| Церква Дрогобицьких священномучеників Северіяна, Якима та Віталія | УГКЦ     |                                        | Мікрорайон Коновальця, вул. Є.Коновальця,7/10 49°21′40″ пн. ш. 23°31′44″ сх. д. / 49.360973° пн. ш. 23.528887° сх. д. |      | 30 березня 2002 року з благословення владики Юліяна Вороновського, єпарха Самбірсько-Дрогобицького, УГКЦ, у мікрорайоні Є. Коновальця м. Дрогобича було засновано духовну станицю Блаженних Священномучеників Северина, Якима та Віталія, єромонахів Дрогобицьких, яка віддана їхньому молитовному заступництву. |
| Церква Воскресіння Христового                                     | УГКЦ     | 1992 - 2013                            | вул. Самбірська 49°22′02″ пн. ш. 23°29′21″ сх. д. / 49.367116° пн. ш. 23.489043° сх. д.                               |      | 5 травня 2013 року, у Світлий Понеділок, у м. Дрогобичі відбулось освячення храму Воскресіння Христового, що знаходиться на вул. Самбірській. Чин освячення та урочисту Літургію відслужив єпарх Самбірсько-Дрогобицький – владика Ярослав (Приріз). Єпископу співслужили о. Григорій Комар (протосинкел єпархії), о. Іван Паньків (декан Дрогобицький) та понад 60 священиків єпархії та з-поза її меж. Участь у Літургії брали гості з Німеччини. Після завершення Божественної Літургії владика Ярослав нагородив о. Дмитра Заміщака (адміністратора храму) хрестом з прикрасами, а о. Тараса Коберинка (сотрудника парафії) – протоєрейським хрестом. Зі словами подяки єпископ звернувся до усіх жертводавців та будівничих, які трудились над побудовою святині. З рук владики вони отримали патріарші та єпископські подячні грамоти. |
| Церква Вознесіння Господнього                                     | УГКЦ     | 1991 - 2011                            | вул. С.Наливайка,1а 49°22′02″ пн. ш. 23°30′46″ сх. д. / 49.367162° пн. ш. 23.512824° сх. д.                           |      | Будівництво храму Вознесіння Господнього розпочалося у 1991 році. Увесь цей час душпастиром парафії був єромонах Софроній (Яциків), ЧСВВ. 25 листопада 2011 р. на празник священномученика Йосафата владика Ярослав (Приріз), адміністратор Самбірсько-Дрогобицької єпархії, освятив храм Вознесіння Господнього. У співслужінні митр. прот. Тараса Гарасимчука (канцлера єпархії), прот. Івана Паньківа (декана Дрогобицького), єромонаха Павла (Ясиновоського) ЧСВВ (ігумена Дрогобицького монастиря свв. Петра і Павла), єромонаха Софрона (Яциківа) ЧСВВ (адміністратора парафії) архієрей відслужив Божественну Літургію у новопосвяченому храмі. Участь в урочистостях взяли численні єпархіальні священики та отці-василіяни з різних монастирів України та з-закордону. |
| Церква Преображення Господа нашого Ісуса Христа (Спаса)           | УГКЦ     | ? - 2011                               | вул. Стрийська, 173 49°21′07″ пн. ш. 23°31′29″ сх. д. / 49.352005° пн. ш. 23.524749° сх. д.                           |      | Храм споруджений на місці зруйнованого комуністичною владою у 1963 році мурованого храму. 19 серпня 2011 р. на свято Преображення Господнього відбулось освячення храму, яке здійснив преосвященний владика Юліан (Вороновський), єпископ Самбірсько-Дрогобицький у співслужінні митр. прот. Тараса Гарасимчука (канцлера єпархії), прот. Івана Паньківа (декана Дрогобицького), прот. Любомира Митника (адміністратора парафії), прот. Богдана Волошина (сотрудника парафії) та близько 50-ти священнослужителів єпархії. |
| Церква Різдва Івана Хрестителя                                    | УГКЦ     |                                        | вул. Івана Вендзиловича, 29 49°20′16″ пн. ш. 23°31′21″ сх. д. / 49.337856° пн. ш. 23.52256° сх. д.                    |      | 9 жовтня 2011 року владика Ярослав (Приріз) відвідав з пастирським візитом парафію Різдва Івана Хрестителя у м. Дрогобичі. У співслужінні митр. прот. Мирона Бендика (адміністратора парафії), єрея Івана Стебівки (сотрудника парафії), священиків Дрогобицького, Лішнянського, Сколівського та Добромильського деканатів єпископ відслужив Архієрейську Літургію. Великим святом для парафіян храму стало освячення іконостасу, робота над яким тривала впродовж кількох років. У свою чергу, о. Мирон Бендик (адміністратор парафії) подякував архієрею, священикам та гостям, що розділили з вірними радість цієї святкової події. |
| Церква святих Володимира і Ольги                                  | УГКЦ     | 2012                                   | вул. Горішня брама 49°20′51″ пн. ш. 23°28′40″ сх. д. / 49.347628° пн. ш. 23.47789° сх. д.                             |      | 29 липня 2012 року владика Ярослав (Приріз), єпископ Самбірсько-Дрогобицький освятив новозбудований храм. Святкування з нагоди освячення церкви розпочались 27 липня, увечері, Великою Вечірнею напередодні празника святих-покровителів парафії. Наприкінці богослужіння архієрей нагородив о. Романа Гринаша хрестом з прикрасами. Єпископ також подякував попереднику о. Романа – о. Мирославу Кізимі, – за душпастирювання якого розпочалось будівництво храму. Відтак владика зачитав Патріаршу грамоту, якою Блаженніший Святослав відзначив тих, хто трудився над будівництвом святині. У свою чергу, о. Роман Гринаш подякував архієреєві за душпастирські відвідини парафії. Священик з вдячністю згадав усіх, хто трудився над будівництвом храму, багато з яких уже відійшли у вічність. |
| Церква священномучениць Віри, Надії, Любові і Софії               | УГКЦ     |                                        | вул. Козловського, 57 49°20′44″ пн. ш. 23°30′50″ сх. д. / 49.345669° пн. ш. 23.513867° сх. д.                         |      | Храм був збудований на поч. XX ст. як римо-католицький костел монастиря отців капуцинів. З приходом радянської влади у 1940-х рр. у монастирських приміщеннях розміщено військову частину, а в костелі зроблено їдальню та клуб для військових. У 1996 році міська влада передала колишній костел Українській Греко-Католицькій Церкві для того, щоб він став капеланським храмом для військовослужбовців та їх родин. 30 вересня 2012 року відбулось освячення оновленого храму. Цього ж дня парафія святкувала 5-річний ювілей з дня свого заснування. На запрошення настоятеля храму - о. Івана Гнатіва - для участі в святковому богослужінні прибули 25 священнослужителів з м. Дрогобича та околиць. Серед запрошених були також гості з Магдебурзької єпархії (Німеччина): о. Берднард Гавлитта разом зі своїми парафіянами. З огляду на те, що церква є також капеланським храмом для військових, участь у молитві взяли військовослужбовці та їх родини, а також представники реєстрового козацтва. Чин освячення храму здійснив владика Ярослав (Приріз), єпископ Самбірсько-Дрогобицький. Архієрей освятив престіл та іконостас, над оздобленням яких трудився львівський майстер – Ігор Андрушко. Завершивши освячення церкви, у співслужінні священиків єпископ відслужив святкову Божественну Літургію. Після завершення Святої Літургії владика Ярослав подякував за душпастирське служіння настоятелю храму - о. Івану Гнатіву, а також колишньому сотруднику - о. Євстахію Ладиці - та теперішньому сотруднику - о. Ігору Цмоканичу. |
| Церква Самбірської ікони Божої Матері                             | УГКЦ     | 2010 - 2012                            | вул. Шептицького 49°21′45″ пн. ш. 23°30′13″ сх. д. / 49.362553° пн. ш. 23.503537° сх. д.                              |      | 30 грудня 2012 року відбулось освячення новозбудованого храму. Чин освячення та Божественну Літургію очолив владика Ярослав (Приріз), єпископ Самбірсько-Дрогобицький, у співслужінні пароха парафії - о. Тараса Гарасимчука, сотрудників - о. Мирослава Соболти, о. Ростислава Мелеха, о. Юрія Завійського та священиків Дрогобицького й Меденицького деканатів. Відтак єпископ привітав о. Ростислава Мелеха, сотрудника парафії, з 35-літтям та підніс його до гідності протоєрея. Сотрудника о. Юрія Завійського архієрей нагородив набедренником. Як розповів священик, храм буде парафіяльним, але оскільки він збудований неподалік від лікарні, то відбуватиметься й капеланське служіння для хворих та їхніх родин. Дерев'яний храм зведений за канадською технологією з панелей. |
| Церква Покрови Пресвятої Богородиці                               | УГКЦ     | 1993                                   | вул. Пилипа Орлика, 31 (район Гирівка) 49°22′40″ пн. ш. 23°31′42″ сх. д. / 49.377861° пн. ш. 23.528208° сх. д.        |      | Однин з перших храмів на Дрогобичінні збудований після війни. 14 жовтня 1993 року Владика преосвященнійший Дрогобицький та Самбірський Юліан Вороновський освятив храм. Всечеснійший декан Дрогобицького деканату Мирон Бендик і парох Богдан Волошин замурували на вічну память в стіну храму капсулу з фундаційною грамотою. Генеральний спонсор будівництва храму - директор Дрогобицького племінпідприємства пані Марта Бец, жителька присілка Гирівка. |
| Церква Святого Юра                                                | УГКЦ     | 1937-1939, перебудована в 2000-х роках | вул. Станіслава Людкевича, 1 (район Млинки) 49°19′54″ пн. ш. 23°29′11″ сх. д. / 49.331614° пн. ш. 23.486355° сх. д.   |      | 1932 р. громада Млинок зорганізувала «Комітет з будови каплиці в Млинках». Кошти почали збирати до спільної каси. Дзвін для дзвіниці певний час переховувався на подвір’ї у Сенівих, у парафіновому покритті, накритий балією, як говорилося «щоб поляки не поцупили». Під проводом Теодора Сеніва, Дмитра Шкільника і Івана Коцка Комітет звернувся до відомого в Галичині українського архітектора, дрогобичанина Лева Шелевича (13.04.1883 Лежайськ –†8.09.1966 Чикаго) з проханням збудувати церкву. Архітектор погодився безкоштовно виготовити план і розпочати будівництво, щоправда громада мала оплатити лише матеріал. При цьому пан Л. Шелевич дав власних робітників. 25 квітня 1937 р. Комітет уклав угоду із мурувальною фірмою Василя Антоніва про оплату роботи за будівельні матеріали та робітників на загальну суму 1340 зл. Остаточно угоду було скріплено 29 серпня 1937 р., а від імені Комітету свої підписи поставили: Василь Антонів, Теодор Сенів, Василь Мінчак, Микола Болецький, Петьо Доньовський, Петро Сенів, М. Веселий та парох о. Юліан (Слонський). На день парафіяльного празника – Св. Юрія у 1938 р. о. Юліан (Слонський) з Модрич освятити нову каплицю/церкву. Будівельні роботи продовжувалися аж до моменту радянської окупації. До періоду так зв. «Перебудови» в СРСР церква виконувала найрізноманітніші функції: клуб (1946), продовольчий склад для місцевого колгоспу. З 1961 до 1989 р. церква використовувалася, як склад дрогобицького книготоргу. У жовтні 1989 року парафія УГКЦ здобуває для себе приміщення саме в храмі Святого Вмч. Юрія на Млинках. Реконструкцію храму здійснив о. Володимир у 1998 р. розширивши притворну частину шляхом монтування металевих арок та каркасів. Починаючи від 2012 р. постійно триває реконструкція церкви у плані розширення її. |
| Церква Святого мученика Василія Величковського                    | УГКЦ     |                                        | вул. Івана Пулюя, 19 49°21′09″ пн. ш. 23°33′12″ сх. д. / 49.352487° пн. ш. 23.553324° сх. д.                          |      | |
| Церква-каплиця Святого Андрія Первозванного                       | УГКЦ     |                                        | вул. Ірини Вільде 49°21′00″ пн. ш. 23°33′16″ сх. д. / 49.349999° пн. ш. 23.554365° сх. д.                             |      | |
| Церква Стрітення Господнього                                      | УГКЦ     | 23 березня 2014 - 6 грудня 2015        | вул. Самбірська 49°21′48″ пн. ш. 23°29′44″ сх. д. / 49.363439° пн. ш. 23.495528° сх. д.                               |      | 23 березня 2014 року Божого владика Ярослав освятив наріжний камінь під будівництво храму. 15 лютого 2015 року Божого владика Григорій, єпископ-помічник, освятив накупольні хрести. Дерев’яний храм зводили будівничі з м. Борислава під керівництвом майстра Зеновія Гічви. Проект церкви виконав львівський архітектор Роман Сулик. 6 грудня 2015 року владика Ярослав, єпископ Самбірсько-Дрогобицький, освятив дерев’яний храм. У співслужінні о. Тараса Коберинки, адміністратора храму, і священиків Дрогобицького деканату владика Ярослав відслужив у храмі Святу Літургію. |
| Церква святого священномученика Йосафата                          | УГКЦ     | 2017                                   | вул. Михайла Грушевського, 101 49°21′18″ пн. ш. 23°32′14″ сх. д. / 49.355129° пн. ш. 23.537333° сх. д.                |      | 25 листопада 2017 року відбулось посвячення храму. Чин освячення здійснив владика Ярослав, єпископ Самбірсько-Дрогобицький, у співслужінні владики Григорія, єпископа-помічника Самбірсько-Дрогобицької єпархії, а також о. Івана Паньківа (декана дрогобицького), о. Василя Чави (адміністратора парафії) і священиків дрогобицького деканату. Після завершення богослужіння владика Ярослав подякував о. Василю Чаві за душпастирську опіку над новоствореною громадою і нагородив протоієрейським хрестом з прикрасами. |

#### Українська правовірна греко-католицька церква
| Назва                                      | Конфесія | Роки спорудження | Розташування, координати                                                                                  | Фото | Короткі відомості |
| Монастир Отців Василіян реформованих УПГКЦ | (УПГКЦ)  |                  | вул. Захарії Копистенського, 14 49°21′03″ пн. ш. 23°31′59″ сх. д. / 49.3508497° пн. ш. 23.5331842° сх. д. |      | Церква запам'яталась містятнам своїми акціями проти абортів, щодо засудження ЛГБТ-спільноти, походами містом з труною. Також парафіяни церкви відзначилися виступали проти революції Гідності за що обурені містяни їх вигнали з міста вулицею Стрийською у напрямку міста Стрий. Після цього інциденту будівля монастиря-церкви була піддана атакам (розбивали вікна, закидували стіни фарбою тощо). Станом на 2024 рік церква функціонує, але не проводить жодних акцій та мітингів. |

### Православна церква

#### Православна церква України
15 грудня 2018 року в результаті Об'єднавчого собору українських православних церков Українська автокефальна православна церква та Українська православна церква Київського патріархату об'єдналися в Православну церква України, яка отримала автокефалію.
| Назва                                                                            | Конфесія | Роки спорудження                       | Розташування, координати                                                                                             | Фото | Короткі відомості |
| Катедральний Собор Стрітення Господнього                                         | ПЦУ      |                                        | вул. Б. Лепкого, 17/1 49°20′58″ пн. ш. 23°30′37″ сх. д. / 49.349482° пн. ш. 23.510254° сх. д.                        |      | Освячений 29 травня 2016 р. Патріархом Філаретом. Настоятель прот. Петро Дідич |
| Церква Успіння Пресвятої Богородиці з нижнім храмом Святого Андрія Первозванного | ПЦУ      | 9 серпня 1995 - 9 серпня 2009          | вул. Пилипа Орлика № 3/1 49°21′17″ пн. ш. 23°30′41″ сх. д. / 49.354856° пн. ш. 23.511295° сх. д.                     |      | Настоятель: митрофорний протоієрей Михайло Бачинський |
| Церква святої великомучениці Параскеви П'ятниці                                  | ПЦУ      | церква — 1815 р., дзвіниця — XVIII ст. | вул. М. Коцюбинцького,24 49°21′07″ пн. ш. 23°29′21″ сх. д. / 49.351912° пн. ш. 23.489263° сх. д.                     |      | Перші відомості про П'ятницьку церкву походять з 1496 року. У 1815 році згоріла дерев'яна церква зведена десь у XVII ст. У цьому ж році на її місці збудована існуюча дерев'яна тризрубна одноверха церква. Закрита у 1960-х рр. У 1990 році передана УАПЦ. Будівля церкви візуально витягнута вгору. Щоб розширити площу церкви, до бабинця і нави прибудували великі додаткові приміщення, які спотворили оригінальний вигляд святині. На південний захід від неї розташована оборонного типу дзвіниця. Настоятель: митрофорний протоієрей Михайло Бачинський |
| Церква Покрови Пресвятої Богородиці                                              | ПЦУ      |                                        | Мікрорайон Коновальця, вул. Олеся Гончара, 8 49°21′33″ пн. ш. 23°31′48″ сх. д. / 49.359116° пн. ш. 23.530086° сх. д. |      | Настоятель: митрофорний протоієрей Дмитро Малетич |
| Церква перенесення мощей Святителя Миколая                                       | ПЦУ      |                                        | вул. Андрея Шептицького, 18а 49°21′50″ пн. ш. 23°30′22″ сх. д. / 49.363887° пн. ш. 23.506083° сх. д.                 |      | Настоятель: митрофорний протоієрей Микола Біляк |
| Церква Святого Преподобного Іова Почаївського                                    | ПЦУ      | 24 березня 1991 — 23 вересня 2006 року | вул. Трускавецька, 56 49°20′43″ пн. ш. 23°30′25″ сх. д. / 49.345407° пн. ш. 23.507057° сх. д.                        |      | 24 березня 1991 року духовенством Дрогобицького благочиння було освячено дерев'яний хрест у фруктовому саду на вулиці Трускавецькій, 56. Цю подію можна вважати початком заснування нової православної дрогобицької парафії. Спільними зусиллями громади було зведено першу церкву-каплицю на честь преподобного Іова Почаївського.18 лютого 1992 року православну релігійну громаду м. Дрогобича було офіційно зареєстровано органами державної влади. 20 вересня того ж року на Львівську кафедру було призначено владику Августина (Маркевича) і парафіяльний храм набув статусу кафедрального собору. 22 травня 1994 року, в день пам'яті святого Миколая чудотворця, на місці колишнього фруктового саду відбулося закладення каменя під будівництво кафедрального собору на честь преподобного Іова Почаївського. 23 вересня, перебуваючи з архіпастирським візитом у Львівській єпархії, Предстоятель Української Православної Церкви звершив чин освячення храму та першу Божественну літургію. 18 серпня 2022 року землю та церкву передано релігійній громаді Православної церкви України. |

### Протестантизм

#### Баптизм
| Назва               | Конфесія | Роки спорудження                    | Розташування, координати                                                                   | Фото | Короткі відомості |
| Дім молитви ВСЦ ЄХБ | ВСЦ ЄХБ  | 21 квітня 1992 — 4 жовтня 1999 року | вул. Б. Лепкого, 29 49°20′54″ пн. ш. 23°30′40″ сх. д. / 49.348262° пн. ш. 23.51101° сх. д. |      | Дрогобицька церква євангельських християн-баптистів була офіційно зареєстрована 21 квітня 1992 року. Її членами стали 44 особи, які до цього часу були членами церкви в м. Бориславі, але мешкали в Дрогобичі. Брати звернулися з цим питанням до міської влади і там їм порадили взяти будинок по вулиці Б. Лепкого 29. Це була будівля з 1900 року у напівзруйнованому стані, непридатна для експлуатації. Розпочалися пошуки приміщення, яке можна було б взяти в оренду. З того часу на місці згаданого будинку розпочалося будівництво Дому Молитви, яке супроводжувалося чисельним ростом помісної громади. Рік тривала підготовка до будівництва і 5 років саме будівництво. 4 жовтня 1999 року будівництво було завершене і церква мала посвячення Дому Молитви. |

#### П'ятидесятництво
| Назва                               | Конфесія | Роки спорудження | Розташування, координати                                                                       | Фото | Короткі відомості |
| Дім молитви УЦХВЄ (п'ятидесятників) | УЦХВЄ    |                  | пров. Залізничний, 1-А 49°21′10″ пн. ш. 23°32′25″ сх. д. / 49.352679° пн. ш. 23.540378° сх. д. |      |                   |

#### Адвентизм
| Назва                                         | Конфесія | Роки спорудження | Розташування, координати                                                                                 | Фото | Короткі відомості |
| Духовний центр Церкви адвентистів Сьомого Дня | ЦАСД     |                  | вул. Михайла Коцюбинського, 43/1 49°21′07″ пн. ш. 23°29′17″ сх. д. / 49.351995° пн. ш. 23.488149° сх. д. |      |                   |

### Свідки Єгови
| Назва                     | Конфесія | Роки спорудження | Розташування, координати                                                                            | Фото | Короткі відомості |
| Зал царства свідків Єгови |          |                  | вул. Володимира Великого, 7/2 49°21′25″ пн. ш. 23°32′08″ сх. д. / 49.35699° пн. ш. 23.53548° сх. д. |      |                   |

## Юдаїзм
У XVIII-XIX ст. Дрогобич був наполовину єврейським містом, тому був поширений юдаїзм. У місті було багато малих синагог та одна велика Хоральна синагога на Ланах, що по вул. Пилипа Орлика, 6. Про неї вказано далі у розділі "Недіючі культові споруди".

## Іслам
Немає відомостей про мусульман у Дрогобичі, проте після анексії Криму Московією у 2014 році, до міста прибули у статусі вимушено переміщених осіб деяка кількість кримських татар, які сповідують іслам. Для їхнього духовного життя було виділено кімнату у приміщенні колишнього ЖЕКу №2 по вул. Лесі Українки, 21.

## Недіючі культові споруди
| Назва                             | Конфесія | Роки спорудження                | Розташування, координати                                                                                      | Фото | Короткі відомості |
| Церква святого Юра                | УГКЦ     | кінець 15 — початок 16 століття | вул. Солоний Ставок, 23 49°20′52″ пн. ш. 23°29′58″ сх. д. / 49.347707° пн. ш. 23.499360° сх. д.               |      | Церква святого Юра — дерев'яна тридільна (тризрубна) церква кінця 15 — початку 16 ст. з квадратною гол. навою і двома гранчастими бічними криласами (конхами) та гранчастими зрубами вівтаря і притвору (бабинцями). Цікава вона тим, що була обміняна на сіль, розібрана та перевезена на волах у Дрогобич з карпатського села Надіїва поблизу Долини й встановлена на місці своєї попередниці, яка згоріла. Біля неї 1678 р. також звели дерев'яну дзвіницю. Славиться церква св. Юра своїми унікальними внутрішніми розписами та не менш унікальним іконостасом середини XVII століття. Церкву святого Юра кількакратно ремонтовано, але вона не втратила свого первісного вигляду й досі є однією з найкраще збережених пам'яток галицької архітектури 17 ст. Церква внесена у Список всесвітньої спадщини ЮНЕСКО. |
| Церква Воздвиження Чесного Хреста | УГКЦ     | Початок 17 століття             | вул. Зварицька, 7 49°21′00″ пн. ш. 23°29′49″ сх. д. / 49.3501232° пн. ш. 23.4969798° сх. д.                   |      | Дерев'яна тризрубна церква Воздвиження Чесного Хреста була побудована на початку XVII століття. У 1661 р. церква була добудована: над бабинцем була облаштована каплиця Івана Предтечі з виходом на відкриту зовнішню галерею. Тоді ж біля неї була зведена дзвіниця, яка також збереглася до наших часів. При вході до церкви збереглися також старовинні розписи з ликами святих. |
| Хоральна синагога                 | Юдаїзм   | 1842-1865 роки                  | вул. Пилипа Орлика, 6 49°21′12″ пн. ш. 23°30′41″ сх. д. / 49.353333° пн. ш. 23.511279° сх. д.                 |      | Будівництво хоральної синагоги розпочалося в 1842 році за кошти єврейської громади і було завершено аж у 1865 році, причому зразком у зовнішньому оздобленні стала синагога в німецькому Касселі. Дрогобицька хоральна синагога досі вважається найбільшою і найкращою у Східній Європі. |
| Синагога Осе Хесед                | Юдаїзм   | 1909 р.                         | вул. Івана Мазепи,11 49°21′07″ пн. ш. 23°30′37″ сх. д. / 49.351872° пн. ш. 23.510219° сх. д.                  |      | Синагога збудована 1909 року послідовниками прогресивного юдаїзму і відвідувалася в основному інтелігенцією і купцями. В радянський час закрита і перетворено на спортивний зал. |
| Римо-католицька каплиця           | УГКЦ     | 30-ті роки XX ст.               | вул. Братів Кицилів, 2 (район Млинки) 49°20′01″ пн. ш. 23°29′15″ сх. д. / 49.333628° пн. ш. 23.487541° сх. д. |      | Передана в користування УГКЦ. |

## Світлини

Церква Успіння Пресвятої Богородиці (УГКЦ)
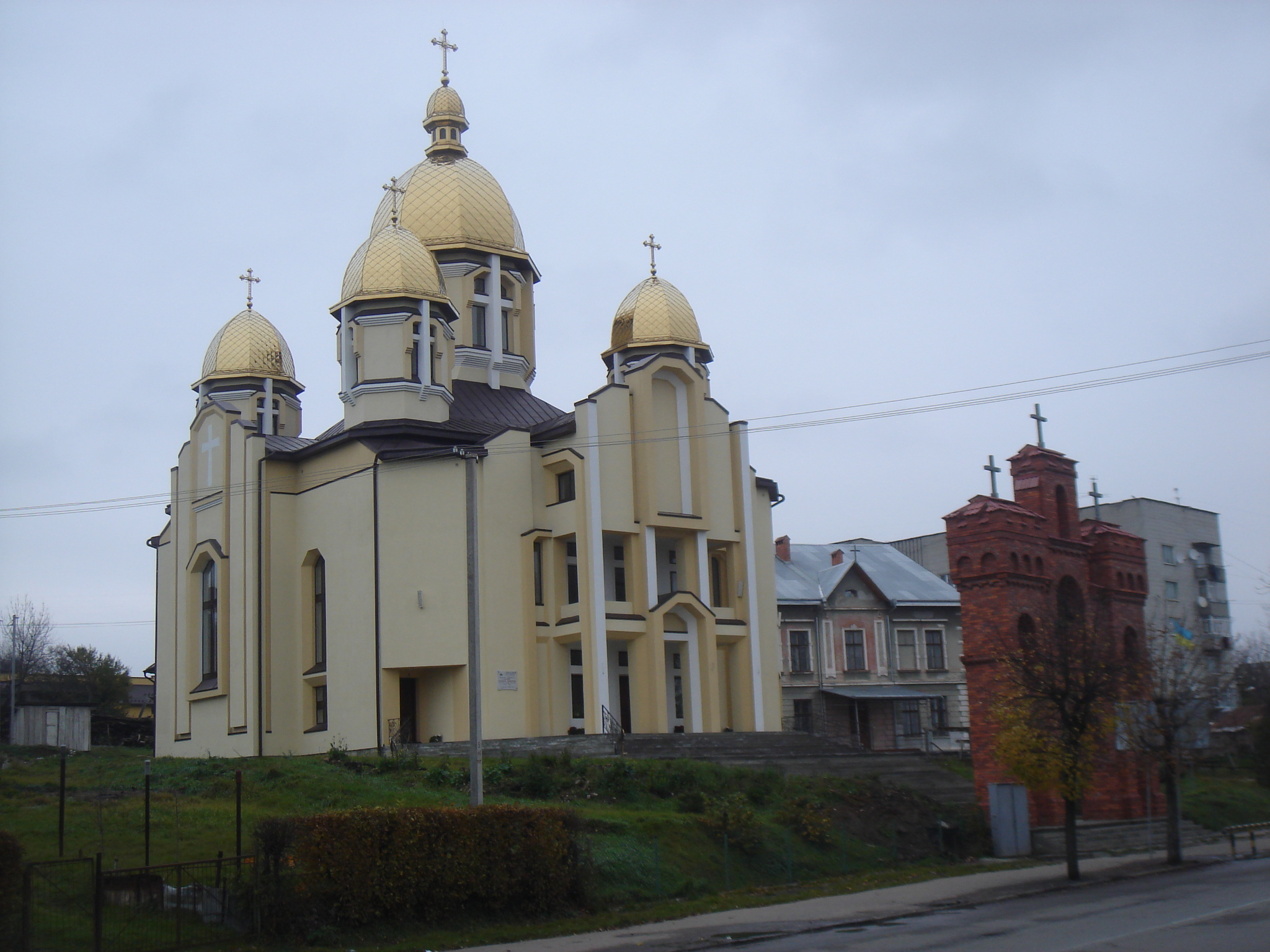
Церква Преображення Господнього (Спаса)
Церква Успення Пресвятої Богородиці з нижнім храмом святого Андрія Первозванного (УАПЦ)
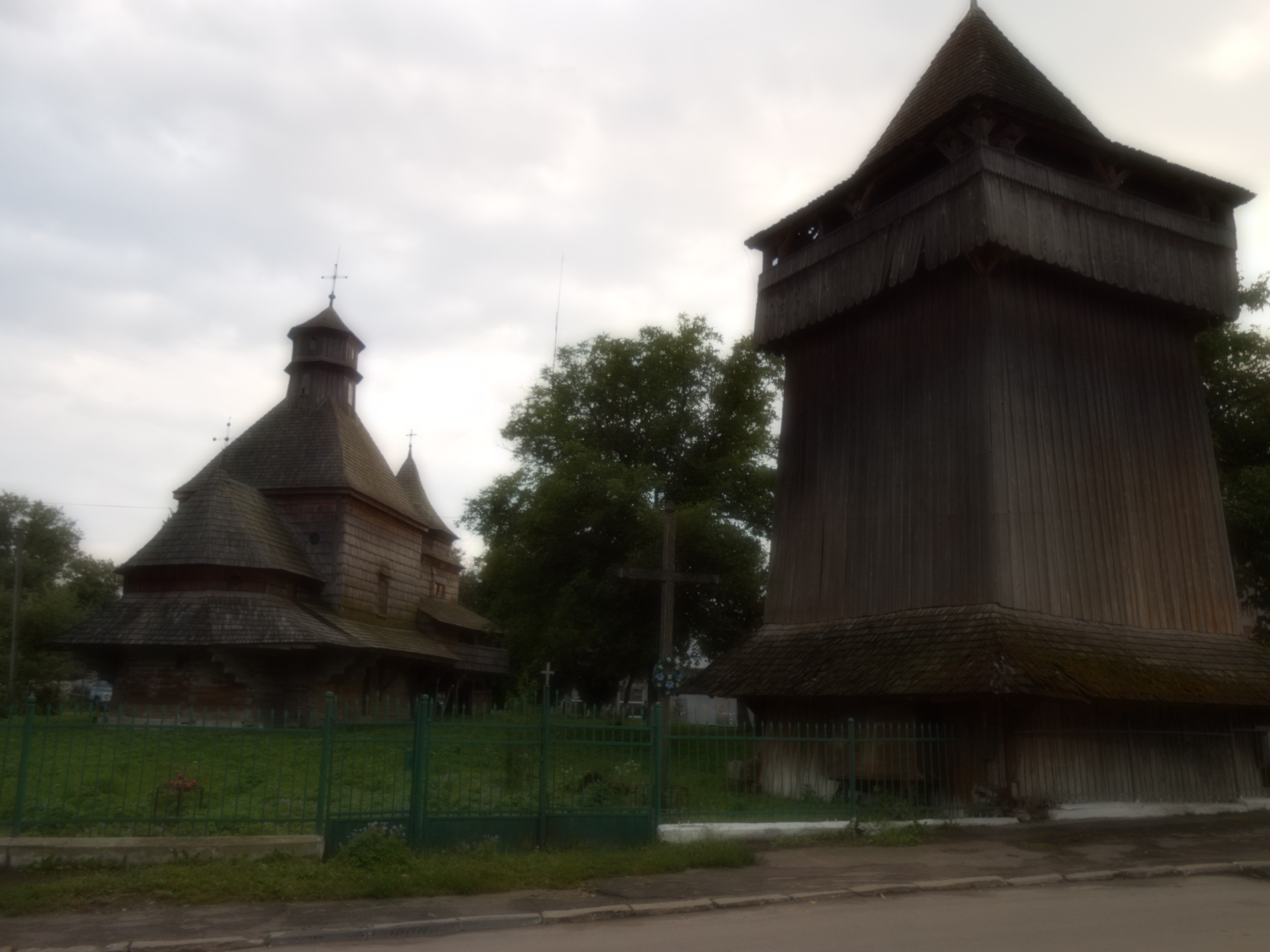
Церква Воздвиження Чесного Хреста
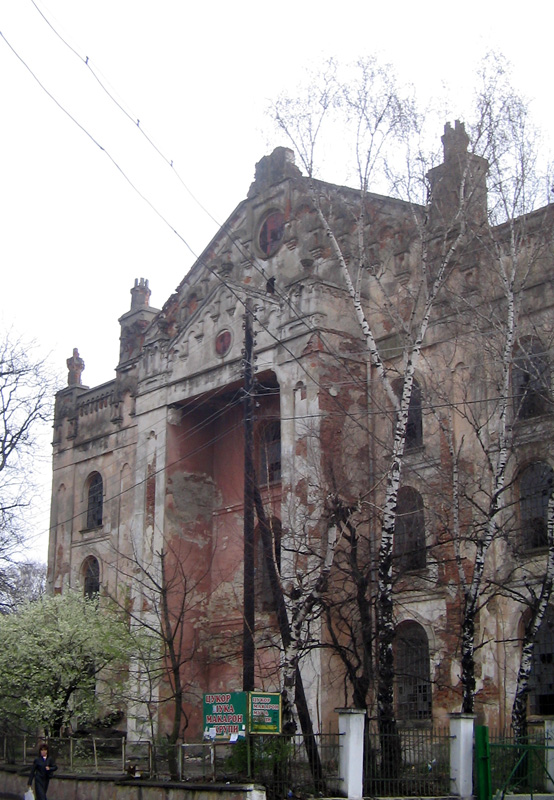
Хоральна синагога
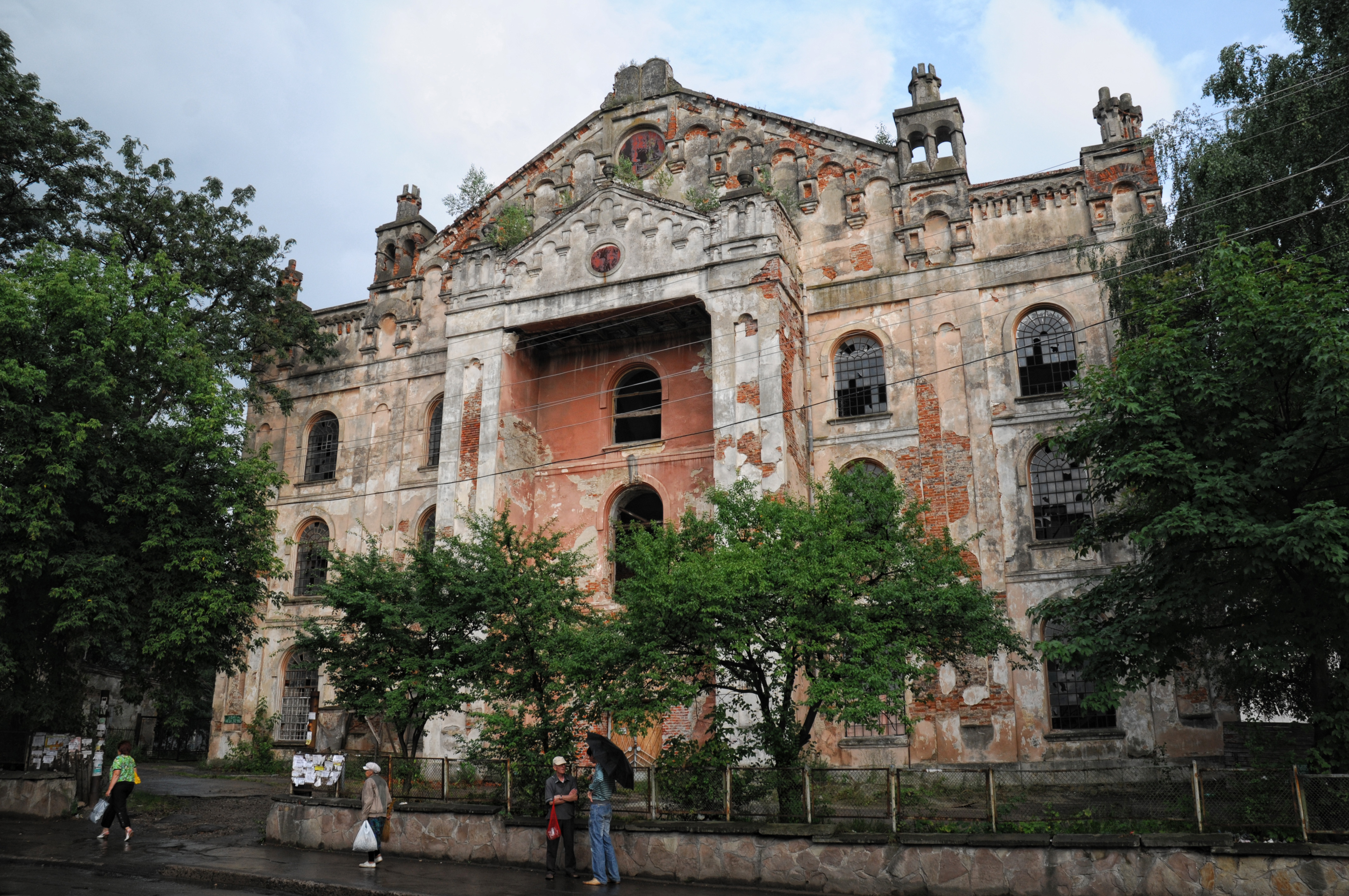
Хоральна синагога
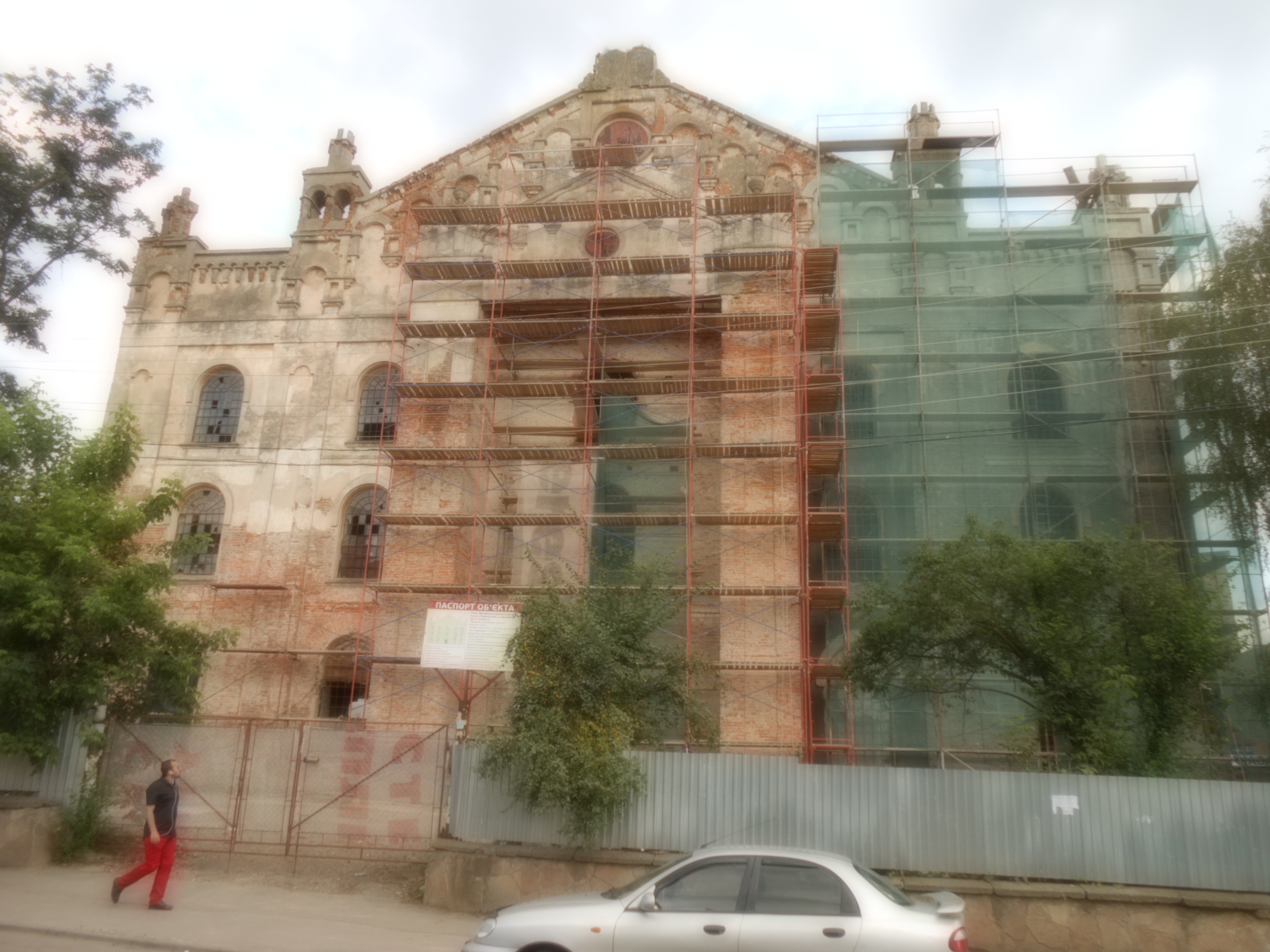
Хоральна синагога в процесі відновлення. Осінь 2014 року.